# Monika Waraxa
Monika Waraxa (ur. 1977 w Bydgoszczy) – polska malarka, autorka tekstów.
Studiowała na Wydziale Malarstwa Wydziału Sztuk Pięknych Uniwersytetu Mikołaja Kopernika w Toruniu (1998–2000) oraz na Wydziale Malarstwa Akademii Sztuk Pięknych w Warszawie (2000–2004). Dyplom z malarstwa w Pracowni Malarstwa prof. Jarosława Modzelewskiego. Absolwentka Szkoły Doktorskiej na macierzystej uczelni (2021-2025). Temat rozprawy doktorskiej inspirowanej neolitycznymi kulturami matrystycznymi Starej Europy, badanymi przez amerykańską archeolożkę litewskiego pochodzenia Mariję Gimbutas, odnosi się do rekonstrukcji linii żeńskiej artystki. Został zrealizowany jako cykl portretów przedstawiających, m.in.: matkę artystki Krystynę, Mariję Gimbutas, św. Hildegardę z Bingen, Sarah Lucas, czy Fleur Jaeggy. Autorka tekstów dla anglojęzycznego magazynu Contemporary Lynx oraz Przekroju. W latach 2005–2011 autorka tekstów dla Obieg oraz pisma krytyki artystycznej Pokaz. W latach 2006–2014 należała do nieformalnej grupy artystycznej: noBrain (z Jakubem Budzyńskim). W 2023 r. brała udział w XXIX Seminarium Feministycznym Nowa zbiorowość – o dzisiejszych perspektywach na sztukę kobiet lat 70. XX wieku z prelekcją Oko serca i prace solarystyczne Hanny Orzechowskiej, w  Lokalu 30 w Warszawie. W 2022 r. brała udział w konferencji studencko-doktoranckiej "Kobiety, sztuka, społeczeństwo" w Instytucie Sztuki Polskiej Akademii Nauk. 

## Wystawy

### Indywidualne
- 2024, „Co mogę dla ciebie zrobić?”, malarstwo, mural, Oblatów 4, Artist-run-space, Katowice
- 2011–2013 „Zróbmy to razem/ Let's Do It Together”, działanie multimedialne, z udziałem odbiorców sztuki. Edycje anglojęzyczne: Rich Mix, London; Metal Culture, Peterborough, UK; polskojęzyczne: Galeria 2.0, Warszawa; LKW Gallery, CSW Łaźnia, Gdańsk; Galeria Wizytująca, Warszawa; Galeria Zderzak, Kraków;
- 2010 „Papier”, instalacja/ rysunek, Galeria Bałucka, Łódź; „Towar”, malarstwo/ mural BWA Galeria Sanocka, Sanok;
- 2008 „First in Space“, malarstwo/ mural, Wizytująca Galeria, Warszawa;
- 2007 „Sehr Schön”, malarstwo/ mural, Polski Instytut, Berlin;
- 2006 „Bardzo ładne malarstwo”, Galeria Promocyjna[2], Warszawa; Freaks & Bikini Girls, Waraxa Sideshow, Oficyna Malarska, Warszawa;
- 2004 „Anslöschung”, wystawa dyplomowa, malarstwo, wideo, Dworzec Centralny, Warszawa;

### Zbiorowe
- 2025, „Serce.słońce”, malarstwo, mural, perfromas, Miejsce Projektów Zachęty, Warszawa
- 2023, „1/2”, malarstwo, wideo, obiekt, Pałac Czapskich, ASP Warszawa
- 2022 „Collections/ Zbiory, malarstwo”, Inne Towarzystwo/ Fringe Warszawa
- 2019 „Zróbmy to razem”, Archiwum vol. 1 kontekst lokalny, CSW Łaźnia, Gdańsk
- 2014 „Zróbmy to razem/ Let's Do It Together", w ramach wystawy „Gdy sąsiad jest nieznajomym", banery w przestrzeni publicznej, CSW Łaźnia, Gdańsk; "Art Mesh–graj ze sztuką”, Galeria Guntera Grassa, Gdańsk;
- 2010 „Piach/Sand/Smelis”, w ramach wystawy „Post-rewolucje”, działanie z udziałem odbiorców sztuki, instalacja, Centrum Komunikacji Kultur, Kłajpeda; „Złoty deszcz”, w ramach wystawy „100 miliardów za upadek sztuki”, działanie, Wizytująca Galeria, Warszawa;
- 2007 „21x sztuka”, malarstwo/ mural, Muzeum Książki, Łódź; „Młodzi z Warszawy“, malarstwo, Miejska Galeria Sztuki, Ośrodek Propagandy Sztuki, Łódź;
- 2006 „Malarstwo polskie XXI wieku”, mural, Zachęta Narodowa Galeria Sztuki, Warszawa;
- 2004 „Umówmy się i zagrajmy”, Festiwal, Zmiana Organizacji Ruchu, Laboratorium, CSW, Warszawa